# Kampaň ťing-nan
Kampaň ťing-nan (čínsky v českém přepisu ťing-nan č’-i, znaky 靖難之役; česky kampaň za odstranění nepořádků) nebo též povstání za odstranění nepořádků (čínsky v českém přepisu ťing-nan č’-pien, znaky 靖難之變) je propagandistický název vítězné strany pro čínskou občanskou válku probíhající v letech 1399–1402 v říši Ming. Válka probíhala mezi mingskou vládou v čele s druhým mingským císařem Ťien-wenem a císařovým strýcem Ču Tim. Konflikt vyprovokovalo odstraňování knížat – císařových strýců – a omezování Ču Tiho moci ústřední vládou po nástupu Ťien-wena na trůn roku 1398. Ču Ti se pod heslem nápravy nepořádků a obnovy práv knížat roku 1399 vzbouřil. Po tříleté občanské válce v červnu 1402 dobyl hlavní město – Nanking, přičemž císař i s rodinou pravděpodobně uhořel při požáru paláce. Tím válka skončila.
Vzápětí se Ču Ti stal třetím císařem říše Ming, císařem éry Jung-le, „Věčné radosti“. Po nástupu se snažil zahladit památku Ťien-wena, odstranil jeho stoupence z úřadů a zrušil všechny jeho reformy. Třebaže svou vzpouru zahájil ve jménu obrany práv knížat, sám vůči nim zaujal stejný postoj jako odsuzovaný Ťien-wen a postupně je takřka úplně zbavil politického vlivu.

## Cesta k válce

### Nástup císaře Ťien-wena
Po smrti Chung-wua, prvního císaře dynastie Ming, roku 1398 nastoupil na trůn jeho vnuk Ču Jün-wen jako císař éry Ťien-wen, jejímž jménem je označován. Ču Jün-wen, tehdy patnáctiletý, se stal následníkem trůnu roku 1392 po smrti svého otce Ču Piaa, prvorozeného syna Chung-wua.
Nový císař zdědil umírněný charakter svého otce. Styl a cíle vlády vyjádřil výběrem názvu své éry vlády – „Ustanovení civilních ctností“ (Ťien-wen). Namísto zasloužilých generálů či knížat z císařského rodu, se opíral o konfuciánské učence. Jeho nejbližšími rádci byli Chuang C’-čcheng, Čchi Tchaj a Fang Siao-žu, idealističtí učenci odhodlaní k reformám, ale vesměs teoretici bez větších zkušeností s praktickým řízením země.

### Politika omezování knížat
Ťien-wen se stal císařem říše Ming v jednadvaceti letech, mnohem mladší než jeho strýci, Chung-wuovi synové. Ti obdrželi od svého otce tituly knížat (wang) a značné příjmy a privilegia. Sídlili v provinciích, kde měli k dispozici osobní gardu velikostí od tří do patnácti tisíc mužů a někteří z nich veleli mingským armádám, především na severní hranici.
Nová vláda se moc císařových strýců snažila minimalizovat. Politiku „omezování knížat“ (siao fan) obhajovali Čchi Tchaj a především Chuang C’-čcheng, poukazy na zkušenosti minulých dynastií (povstání sedmi knížat za dynastie Chan). Vláda knížatům zakázala účastnit se veřejného života. Za reálná i smyšlená provinění byli v letech 1398–1399 odstraněni – posláni do vyhnanství, drženi v domácím vězení či spáchali sebevraždu – Ču Su, Ču Kuej, Ču Po, Ču Fu a Ču Pien.
Nejnebezpečnějším knížetem byl Ču Ti, tehdy nejstarší a nejvlivnější z Chung-wuových synů. Sídlil v Pekingu, v taženích proti Mongolům se projevil jako schopný vojevůdce a energický administrátor. Od roku 1392, kdy nebyl jmenován následníkem, se považoval za nezaslouženě opominutého.

### Konflikt vlády s Ču Tim
Ču Ti byl jasný další cíl, ale vláda se vůči němu chovala opatrně, což mu dalo možnost připravit se a shromažďovat síly. Zatím žádal o milost pro svého blízkého přítele Ču Sua a prosil o obnovu narušených vzájemných vztahů. Otevřeně nepřátelských akcí se zdržoval, jeho tři synové totiž od pohřbu Chung-wua dleli u nankingského dvora, fakticky v postavení rukojmích. Císař uvažoval o vyhovění jeho prosbám a byl v tom podpořen Čchi Tchajem, ale Chuang C’-čcheng požadoval rázný postup. Císař váhal s odpovědí na Ču Tiho žádosti a současně pokračoval v systematickém oklešťování strýcovy moci. Jeho osobní gardu (15 tisíc mužů) odvolal do Kchaj-pchingu, severně od Velké čínské zdi. Generálové sloužící na severovýchodě Číny blízcí Ču Timu byli postupně nahrazováni spolehlivými stoupenci císaře.
Ču Ti žádal o návrat synů, Čchi Tchaj radil ponechat si je jako rukojmí, ale Chuang C’-čcheng přesvědčil císaře, že jejich propuštění uklidní situaci. V červnu 1399 jim císař povolil návrat do Pekingu – což byla hrubá chyba.
Válka na sebe nenechala dlouho čekat. Bezprostřední záminkou se stalo zatčení dvou Ču Tiho nižších úředníků za „rozvratnou činnost“ 6. srpna 1399. Ču Ti, podpořený pekingskými provinčními hodnostáři, reagoval převzetím kontroly nad Pekingem a obsazením okresů a prefektur v jeho okolí. Už 9. srpna vyslal své oddíly do Ťi-čou, obsadil průsmyk Ťü-jung severozápadně od Pekingu a zmařil pokus generála Sung Čunga z Kchaj-pchingu o znovudobytí průsmyku, když ho porazil a zabil u Chuaj-laj. Generálovi vojáci přešli na stranu Ču Tiho, pod kterým dříve sloužili.
Své akce Ču Ti zdůvodnil nezbytností potrestat zrádné dvorské úředníky. Nazval je „kampaň za odstranění nepořádků“ (kampaň ťing-nan). Ospravedlňoval je v dopisech zaslaných dvoru (v srpnu a prosinci 1399) a veřejném prohlášení. V nich tvrdil, že zahájil akce nutné k ukončení vnitropolitických nepořádků a zmatků, na obranu Chung-wuových statutů a zákonů určujících povinnosti knížat, a že k činnosti ho nutí úcta k zemřelému otci. Obvinil císaře a jeho okolí, že mu tajili informace o otcově nemoci a nepovolili mu zúčastnit se pohřbu. Též obvinil císaře a jeho ministry z perzekuce knížat, falešně nařčených z přípravy povstání. Své akce prohlásil za přiměřenou sebeobranou, zaměřenou ne proti císaři, ale proti jeho zrádným a zločinným ministrům. Tvrdil, že nemá zájem o trůn, ale jako nejstarší žijící syn zemřelého císaře a císařovny Ma je povinen obnovit právo a zákonnost rozvrácené novou vládou.

## Občanská válka

### 1399

Občanská válka v Číně, události let 1398–1399

Počátkem války měl Ču Ti k dispozici 100 tisíc mužů a ovládal pouze bezprostřední okolí Pekingu. Naproti tomu nankingská vláda disponovala třikrát větším množství vojáků a mnohonásobně většími zdroji. Nicméně převaha vlády nebyla tak jednoznačná, Ču Ti byl rozhodný a výjimečně schopný velitel, jeho jednotky patřily k elitě mingských armád a patřil k nim i velký kontingent mongolského jezdectva. Císařskou stranu oslabovala nerozhodnost a špatná koordinace velitelů, rozpory mezi stoupenci boje a straníky smířlivého postupu i vojenská nezkušenost císaře a jeho nejbližších ministrů.
Válka formálně začala v srpnu 1399 když císař jmenoval zkušeného veterána markýze Keng Ping-wena (cca 1339–1404) velitelem vojsk určených k potlačení povstání. Keng Ping-wen ve snaze zničit rebely u Pekingu přitáhl 11. září 1399 se 130 tisíci vojáky do Čen-tingu, města jihozápadně od Pekingu, ale o dva týdny utrpěl severně od města porážku s velkými ztrátami. Ču Ti ho poté v Čen-tingu tři dny obléhal, ale dobře opevněné město nezdolal a stáhl se. Dvůr na Kengův neúspěch reagoval jeho nahrazením generálem Li Ťing-lungem, ale nový velitel nezlepšil řízení vojsk. Místo zahájení útočných akcí vyčkával a shromažďoval vojska ve snaze později rozdrtit nepřítele početní převahou.
V polovině října Ču Ti odjel z Pekingu získávat nové vojáky, město zanechal pod kontrolou svého nejstaršího syna Ču Kao-čch’a. Li Ťing-lung využil příležitost a s novou armádou vyrazil proti Pekingu a 12. listopadu město oblehl. Ču Ti zatím zabezpečil svou moc na severovýchodě, když si podrobil Ču Čchüana, knížete z Ning, sídlícího v Ta-ningu severně od Čínské zdi, a naverboval tři pluky mongolské jízdy. Disponoval nyní 80 tisíci vojáky, rychle se vrátil k Pekingu a 2. prosince překvapil obléhatele útokem na jejich tábor, zatímco Ču Kao-čch’ vyrazil do útoku z města. Zaskočená vládní armáda, jejíž vojáci přišlí z jihu trpěli zimou, ustoupila k Čen-tingu a nakonec až k Te-čou v Šan-tungu. V prosinci 1399 Ču Ti vydal další prohlášení obviňující císařovy spolupracovníky Čchi Tchaje a Chuang C’-čchenga ze zločinů, císař je poté odvolal z funkcí, ale nadále se s nimi radil.

### 1400

Občanská válka v Číně, události roku 1400

V lednu 1400 Ču Ti zahájil ofenzívu v Šan-si, kde postupoval na Ta-tchung v jejím severním cípu. Li Ťing-lung otálel s reakcí až do března, kdy Ču Tiho už v Ta-tchungu nezastihl a vrátil se zpět do Te-čou, přičemž zahynulo mnoho vojáků z jihu vyčerpaných pochodem a chladem.
V květnu se obě armády, dohromady s 600 tisíci vojáky, srazily v bitvě u Pao-tingu v centrálním Pej-pchingu. Li Ťing-lung se pokusil obchvátit nepřítele, ale deště a záplavy zmařily manévr. V bitvě vládní vojsko utrpělo těžké ztráty a v nepořádku se stáhlo do Te-čou (30. května) a pak ještě dále na jih do Ťi-nanu. Ču Tiho pak ohrozil nájezd vládního jezdectva pod generálem Pching Anem, ale zachránil ho příchod posil vedených jeho synem Ču Kao-süem.
Začátkem června Ču Ti přešel do útoku – pochodoval na Te-čou, Li Ťing-lungovy vyčerpané vojáky před městem rozdrtil a obsadil ho, načež postoupil k Ťi-nanu a od 8. června začal jeho obléhání. Město však s podporou guvernéra Šan-tungu Tchie Süana bránili Pching An a Šeng Jung, dva schopní vládní generálové, kteří zorganizovali několik úspěšných výpadů proti zálohám nepřítele. Po příchodu zpráv o pomocné armádě vypravené z Nankingu Ču Ti 4. září přerušil obležení a stáhl se do Pekingu, přičemž vládní oddíly obsadily Te-čou i ostatní území ztracená roku 1400.
Nespokojený císař poté odvolal Li Ťing-lunga a jmenoval Šeng Junga, povýšeného na markýze, novým „velitelem vojsk potlačujících povstání“, zatímco Tchie Süan se stal ministrem války. Od podzimu 1400 Ču Ti, ovlivněn informacemi eunuchů a dalších příznivců zůstávajících u dvora v Nankingu, vsadil na opotřebovávací válku. Vysílal své jednotky do nájezdů narušujících komunikace a ničících zásoby nepřítele v jižním Pej-pchingu a západním Šan-tungu.

### 1401

Občanská válka v Číně, události roku 1401

Ve dnech 9. a 10. ledna vládní armáda porazila vzbouřence útočící na Tung-čchang (na Velkém kanálu v prefektuře Liao-čcheng), Šeng Jungova armáda zde s použitím střelných a raketových zbraní zahubila desítky tisíc Ču Tiho vojáků. Při ústupu do Pekingu Ču Ti jen těsně unikl zajetí Pching Anovým jezdectvem. Povzbuzen vítězstvím císař opět jmenoval Čchi Tchaje a Chuang C’-čchenga do úřadů (31. ledna).
Ve snaze o dosažení kontroly na jihem provincie Pej-pching Ču Ti koncem února obnovil ofenzívu s novou armádou. V bitvě 5. a 6. dubna rozdrtil Šeng Junga u Ťia-chuo ( u Te-čou severně od řeky Chu-tchuo). Povstalcům významně pomohla bouře přišlá od severovýchodu, která oslepila vládní vojska. Podle lidového podání ji přivolali svými kouzly taoističtí mniši radící Ču Timu. Nebyl však schopen dobýt Te-čou, kam vládní armáda ustoupila. Koncem dubna (27.) rozdrtil Pching Anovu jízdu u Kao-čchengu a donutil ji ke stažení do Čen-tingu, i tentokrát město odolalo pokusu o dobytí. Císař reagoval opětným odvoláním Čchi Tchaje a Chuang C’-čchenga (17. dubna), na místo druhého dosadil Žu Čchanga, který se s Li Ťing-lungem stal hlavou mírové strany u dvora. Žu a Li nabídli Ču Timu mírová jednání, ale byli odmítnuti. Odvolaní ministři Čchi a Chuang však nadále měli císařovu důvěru a řídili vojenskou organizaci v povodí Jang-c’-ťiang.
V létě povstalci pokračovali v nájezdech na zásobovací linie vládních vojsk v jižním Pej-pchingu a jižním Šan-tungu. V červenci 1401 Šeng Jung neuspěl při pokusu přetnout zásobovací linie rebelů podél Velkého kanálu, což postavilo vládní vojska v severním Šan-tungu do vážné situace. V srpnu podnikl Pching An z Čen-tingu útok na Peking, kterým zatlačil rebely zpět na sever. V říjnu však byla vládní vojska povstalci vržena na jih.

### 1402

Občanská válka v Číně, tažení roku 1402

Od 15. ledna 1402 zahájil Ču Ti novou ofenzívu. Podle rad sympatizujících eunuchů z Nankigu nepostupoval, jako v předchozích letech, přes opevněná města podél Velkého kanálu, ale západněji, kde byly vládní síly výrazně slabší. Postupem přes Pao-ting a Če-ting obešel Te-čou, pak překročil Žlutou řeku a během měsíce obsadil několik důležitých pevností v severozápadním Šan-tungu, čímž rozvrátil linie vládních vojsk.
Vláda poslala Sü Chuej-cua, nejstaršího syna Sü Taa, aby zkonsolidoval obranu s novými silami, ale ani on nebyl schopen zastavit postup rebelů. Ti postupovali na jih, 3. března dobyli Sü-čou na severu Č’-li. Na to vláda stáhla svá vojska z provincie Pej-pching a města Te-čou k obraně Č’-li.
V dubnu 1402 povstalecké vojsko přitáhlo k Su-čou (v severním An-chueji, resp. tehdy v Č’-li) a porazilo Pching Anovo jezdectvo, které se pokusilo rebely zastavit, 23. května však utrpělo porážku z rukou Sü Chuej-cua na hoře Čchi-men. Císař však šanci na obrat v boji zmařil náhlým odvoláním Sü Chuej-cua, které znejistilo jeho armádu. Už o pět dní později Ču Ti využil odvolání Süa a v Ling-pi překvapil a zajal Pching Ana s dalšími generály. Povstalci 7. června překonali obranu Šeng Junga na řece Chuaj, obešli silně opevněná města Feng-jang (na Chuaj-che) a Chuaj-an (na Velkém kanálu) a 17. června dobyli Jang-čou. Až 1. července postup rebelů zastavilo Šeng Jungovo loďstvo u Pchu-c’-kchou na Jang-c’-ťiang. O dva dny později velitel loďstva Čchien Süan (1365–1433) přešel k povstalcům. Ti pak překročili řeku a měli otevřenou cestu k Nankingu.
Císař Ťien-wen už dříve povolal armády ze severu a shromažďoval nové rekruty k obraně metropole. V Nankingu a bezprostředním okolí měl k dispozici 200 tisíc vojáků. Ču Ti proto k silně opevněnému městu nespěchal, postupoval pomalu a zvažoval své možnosti. Císařovo okolí však bylo rozděleno – opět povolaní Čchi Tchaj a Chuang C’-čcheng prosazovali obranu metropole za každou cenu; Li Ťing-lung a Žu Čchang chtěli jednat. 9. července panovník vyslal Liho a Ču Chueje, 17. syna Chung-wua, do tábora nepřítele s mírovou nabídkou. Vyjednavači se vrátili se zprávou, že Ču Ti jednání odmítl, ale zřejmě využili příležitost dojednat konec války bez vědomí císaře.
O pět dní později, 13. července Li Ťing-lung ve spojení s Ču Chuejem, který velel obraně nankingské brány Ťin-čchuan, otevřeli povstalcům brány Nankingu, kteří tak vstoupili do města bez boje. V následujících srážkách shořel císařský palác. Po zdolání požáru byla tři z nalezených ohořelých těl prohlášena za těla císaře, císařovny a jejich nejstaršího syna.

## Výsledky
Ču Ti 17. července nastoupil na císařský trůn jako nástupce císaře Chung-wu. Od nového roku 1403 vyhlásil éru vlády Jung-le, „Věčného štěstí“. Svrženému synovci upřel legitimitu, zrušil jeho reformy a snažil se je úplně vymazat z historie. Mimo jiné zpětně zrušil jeho éru Ťien-wen a prodloužil do konce roku 1402 éru Chung-wu. Vládní archívy, s výjimkou finančních a vojenských spisů, byly spáleny.
Bezprostředně po nástupu Jung-leho na trůn proběhla rozsáhlá čistka státní správy. Čistka byla do určité míry byla nevyhnutelná – konfuciánská morálka nedovolovala Ťien-wenovým nejvěrnějším stoupencům uznat uzurpátora a jejich klientům a členům domácnosti přikazovala následovat svého pána. Ilustrativní je případ Fang Siao-žua. Ču Ti ho původně nechtěl zabít, dokonce slíbil svému rádci Tao Jenovi, že mu neublíží. Po dobytí Nankingu si ho nechal předvést a nabídl mu setrvání ve státní službě. Fang mu však vyčetl vzpouru a požadoval nastolení Ťien-wenova syna. Údajně poté Ču Ti přikázal Fangovi sepsat provolání k národu oznamující nástup nového císaře, což Fang odmítl, s tím ,že raději zemře, než aby sloužil uzurpátorovi. Posmrtně se stal příkladem služebníka věrného pánovi za každých okolností. Také Liou Ťing (1340–1402, syn Liou Ťiho), brilantní učenec a úředník, odmítl sloužit novému režimu. Císaři vmetl mu do očí, že se ani po stu generací nezbaví přízviska „uzurpátor“. Zemřel ve vězení. I Chuang C’-čcheng při audienci před císařem odsoudil rebelii. Na otázku, zda je zločin, ze kterého by mohl být obviněn, odpověděl:
| „                      | Co třeba to, že jako rádce minulého císaře jsem ho nepřiměl k vašemu včasnému sesazení, takže jste se mohl stát tak divoce krutým. | “ |
| — Shih-Shan Henry Tsai | |   |

Jmenovaní, Čchi Tchaj a další Ťien-wenovi stoupenci byli popraveni s širokým okruhem rodinných příslušníků, učitelů, žáků a stoupenců, řada lidí byla uvězněna či vypovězena na hranice. Čistka postihla desetitisíce osob.
Jung-le své povstání zdůvodňoval obhajobou práv knížat, po nástupu na trůn obnovil tituly zrušené Ťien-wenem (knížata z Čou, Čchi a Min), ale už bez bývalé moci. Ve druhé polovině své vlády zaujal vůči knížatům stejný postoj jako jím odsouzený Ťien-wen. Téměř všem odebral osobní gardy, řadu bratrů obvinil z kriminálních činů a potrestal. Do konce Jung-leho vlády knížata ztratila politický význam.